# Reithrodontomys gracilis
Reithrodontomys gracilis es una especie de roedor de la familia Cricetidae.

## Distribución geográfica
Se encuentra en Belice, Costa Rica, El Salvador, Guatemala, Honduras, México y Nicaragua. 